# Províncias transtigritanas
As províncias transtigritanas (em latim: regiones transtigritanae), literalmente, as “províncias além do Tigre” são os países localizados além do Tigre e cedidos ao imperador Diocleciano (r. 284–305) pelo xainxá sassânida Narses I (r. 293–302) em 298 pela Paz de Nísibis. Estes territórios foram colocados sob a autoridade dos sátrapas arménios sob o controlo do Império Romano. Eram cinco províncias no total e, em sua maioria, foram separadas da Armênia: eram Arzanena, Zabdicena, Gordiena, Moxoena e Reimena. Outra fonte — Pedro, o Patrício — dá os nomes de Ingilena, Sofena, Arzanena, Gordiena e Zabdicena. Em 363, após a desastrosa campanha de Juliano (r. 361–363) contra os persas, parte das províncias transtigritanas foram devolvida pelo seu sucessor Joviano (r. 363–364), com pressa em fazer a paz para salvar o exército romano colocado numa situação desvantajosa.